# اسرائیل (ویرجینیای غربی)
اسرائیل (به انگلیسی: Israel) یک منطقهٔ مسکونی در ایالات متحده آمریکا است که در شهرستان پرستون، ویرجینیای غربی واقع شده‌است.